# Hardline (Subkultur)
Hardline ist eine an der Tiefenökologie orientierte Abspaltung der Straight-Edge-Szene, die insbesondere in den 1990er Jahren innerhalb dieser weit verbreitet war.

## Geschichte
Die Hardline-Bewegung war eine Form im Straight-Edge-Hardcore in den 1990ern. An der Entstehung waren Mitglieder der New Yorker Straight-Edge-Szene beteiligt. John Porcell von Youth of Today gründete zusammen mit Mitgliedern von Gorilla Biscuits, Side by Side und Judge die Band Project X, die 1987 eine 7"-Single herausbrachte. Straight Edge Revenge zeichnete sich durch Texte aus, die zur Gewalt gegen Andersdenkende aufriefen.

“I’m as straight as the line that you sniff up your nose

I’m as hard as the booze that you swill down your throat

I’m as bad as the shit you breath into your lungs

And I’ll fuck you up as fast as the pill on your tongue”

„Ich bin so geradlinig/strikt/direkt/zielgerichtet/selbstbewusst[Anm.: "straight" ist hier doppeldeutig gemeint, referiert ebenfalls auf "nüchtern", jedoch ist ohnehin der treffendste Begriff "straight" selber im Sinne eines Anglizismus, da im Deutschen kein Äquivalent existiert; siehe auch "mind"], wie die Koksline [Anglizismus], die du dir durch die Nase ziehst

Ich bin so hart, wie der Alk, den du in deinen Rachen kippst

Ich bin so böse wie der Scheiss, den du in deine Lungen ziehst

Und ich ficke dein Leben so schnell, wie die Pille auf deiner Zunge.“

Kurz darauf entstand eine gewalttätige Straight-Edge-Szene, deren aggressives Verhalten dazu führte, dass ausgerechnet die Bands der Gründungsmitglieder von Project X sich auflösten und ihre Mitglieder die Straight-Edge-Szene eine Zeitlang verließen. Mit dem Hardline Manifest, veröffentlicht auf der Vegan-Reich-Single Hardline 1990, fand die Bewegung sowohl ihren Namen, als auch ihre Definition. Hardline definierte sich als radikaler Arm des Straight Edge, der gegen alles aktiv kämpft, was von ihm als unnatürlich angesehen wird. Dazu zählten, neben den abgelehnten Suchtmitteln des Straight Edge, unter anderem auch Schwangerschaftsabbruch, Homosexualität und jegliche Gewalt gegen Tiere. Hardline selbst verstand sich als Bewegung, die zum Erreichen ihrer Ziele jederzeit bereit sei, Gewalt anzuwenden. Die Hardline-Bewegung attackierte Personen, die anders dachten, insbesondere innerhalb der Straight-Edge-Kultur, meist auf Konzerten oder anderen Treffpunkten. Zum Teil bestand eine Verbindung zur militanten Animal Liberation Front.
Sean Muttaqi von Vegan Reich war ihr Sprachrohr. Seine Ansichten verbreitete er über das Fanzine Vanguard und seine Plattenfirma Hardline Records. Ein weiterer Vertreter war Raid. Auch Earth Crisis wurden in den ersten Jahren zur Hardline-Bewegung gezählt.

## Innerhalb der Szene
Dabei richteten sich die Aktivitäten der Hardline-Aktivisten oftmals gegen die eigene Szene. Ian MacKaye, Gründer der Band Minor Threat und eine Art Urvater der Straight-Edge-Bewegung, berichtet, dass die Hardliner einige Zeit begannen auch Minor-Threat-Konzerte anzugreifen. Sie hätten ihm einen Brief mit einem Ultimatum geschickt – hier hast Du die Chance Dich über Tierrechte zu informieren, und wenn Du nicht lernst, dann hast Du Deinen Status als lebendes Wesen verwirkt. Danach tauchten Hardliner bei den Konzerten von Minor Threat auf, belästigten das Publikum versuchten die Konzerte zu stören. Die Gründe, die sie angaben, waren, dass Minor Threat sich zum einen für Abtreibungen aussprachen, zum anderen ihre Essgewohnheiten nicht thematisierten. Die Minor-Threat-Bandmitglieder waren vegan oder vegetarisch, lebten dies aber vor allem für sich ohne ein Thema daraus zu machen. Für MacKaye hatte dieses Verhalten viel mit Gang-Mitgliedschaft zu tun. Die Straight-Edge-Szene und die Hardline-Szene insbesondere zog junge Männer an, die eine Gelegenheit suchten, Gewalt auszuleben. Oftmals seien diese einige Jahre später aus der Szene wieder ausgestiegen und hätten tatsächlich gewaltkriminelle Karrieren begonnen.

## Verbreitung
Insbesondere in den USA und in Großbritannien fand Hardline eine größere Zahl von Anhängern, die jedoch nie so radikal waren, wie Muttaqi es in seinem Manifest festschrieb. Gegen Ende der 1990er Jahre distanzierte sich Muttaqi von der Hardline-Bewegung und nahm den islamischen Namen Sayyid Muttaqi an. Er gründete das islamistische Netzwerk Taliy’ah Al Mahdi, das jedoch nur kurz existierte. Heute ist Hardline nur noch eine Randerscheinung der Hardcore-Punk-Szene und weitestgehend bedeutungslos geworden.